# Lealista del Imperio Unido

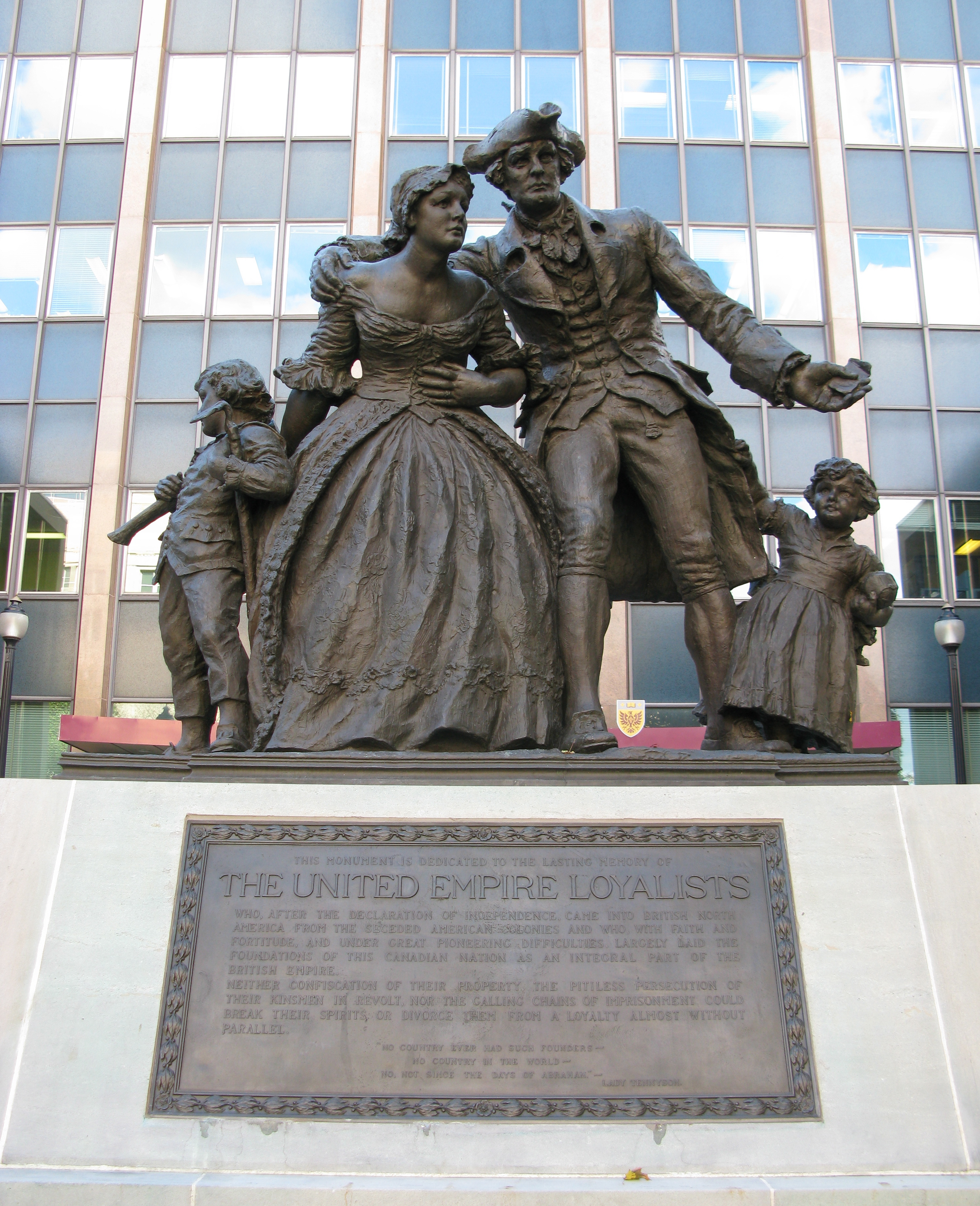
Monumento por Sydney March a los Lealistas del Imperio Unido en Hamilton

Lealistas del Imperio Unido (o 'Lealistas') es un título honorífico dado en 1789 por Lord Dorchester, el gobernador de Quebec y el Gobernador general de la Norteamérica británica, a Lealistas americanos que emigraron a la Norteamérica británica durante o después de la revolución americana. Se establecieron en lo que inicialmente fue Quebec (incluyendo los municipios del este) y lo que es hoy en día Ontario, donde recibieron concesiones de tierra de 200 acres (81 hectáreas) por persona, y en Nueva Escocia (incluyendo el actual Nuevo Brunswick). Su llegada marcó el comienzo de una población predominantemente de habla Inglesa en la futura Canadá al oeste y al este de la frontera moderna Quebec.

## Orígenes

Escudo de armas de la Asociación de Lealistas del Imperio Unido de Canadá

La bandera Leal se asemeja la bandera de la Unión del

Durante la revolución americana, una proporción significativa de la población de Nueva York, Massachusetts, Pensilvania, Virginia, Carolina del Norte, Georgia, Florida Oriental, Florida Occidental, y otras colonias permanecieron leales a la Corona. Impulsado por sus simpatías, muchos refugiados lealistas hicieron el difícil viaje por tierra a Canadá después de perder sus casas, sus propiedades y la seguridad en el conflicto. Otros huyen a las colonias en otras partes del Imperio Británico.
Tras el final de la Revolución y la firma del Tratado de París en 1783, tanto los soldados como los civiles lealistas fueron evacuados de Nueva York, la mayoría hacia Canadá. 
La tierra en Canadá a veces se asignaba según en cual regimiento lealista los hombres habían luchado. Nueva Escocia (incluyendo el actual Nuevo Brunswick) recibió cerca de 33.000 refugiados lealistas; La Isla del Príncipe Eduardo recibió 2.000; y Quebec (incluyendo los municipios del este y el actual Ontario) recibió unos 10.000 refugiados. Un número desconocido, pero sustancial, no fueron capaces de establecerse en la Norteamérica británica y, finalmente, regresaron a los Estados Unidos. Muchos en Canadá siguieron manteniendo estrechos vínculos con sus familiares en Estados Unidos, y llevaron a cabo el comercio a través de la frontera sin prestar mucha atención a las leyes comerciales británicas.

## Asentamiento

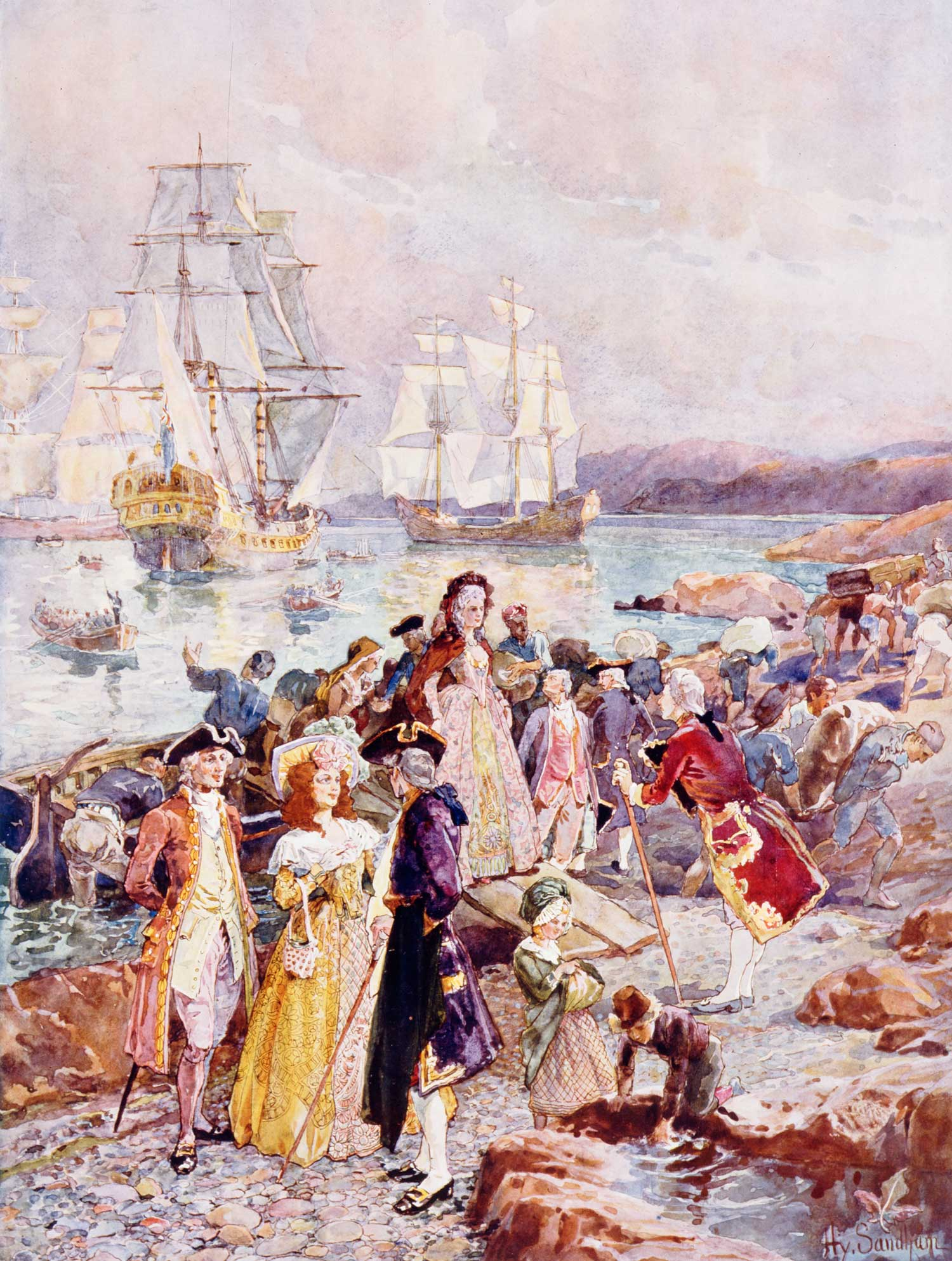
”La Llegada de los lealistas”, pintura de Henry Sandham que muestra una visión romántica de la llegada de los mismos a Nuevo Brunswick

La llegada de los Lealistas después de la guerra de la independencia condujo a la división de Canadá en las provincias del Alto Canadá (lo que hoy es el sur de Ontario) y el Bajo Canadá (hoy el sur de Quebec). Llegaron y se establecieron en grupos según etnia y religión.
Los Lealistas pronto pidieron al gobierno que se les permitiera usar el sistema legal británico al que estaban acostumbrados en las colonias americanas, en lugar del sistema francés todavía en su lugar después de la caída de Quebec en manos de Gran Bretaña.  La creación del Alto y Bajo Canadá permitió que la mayoría de los Lealistas viviesen bajo las leyes y las instituciones británicas, mientras que la población de habla francesa del Bajo Canadá podría mantener su familiarizado derecho civil francés y su religión católica.
Al darse cuenta de la importancia de algún tipo de reconocimiento, el 9 de noviembre de 1789, Lord de Dorchester, el Gobernador general de Quebec y Gobernador de la Norteamérica británica, declaró "que era su deseo de poner la marca de honor a las familias que se habían adherido a la unidad del imperio”. Como consecuencia de la declaración de Dorchester, los rollos impresos de las milicias llevaron la anotación:
”Aquellos leales que se han adherido a la unidad del Imperio, y se unieron al Estandarte Real antes del Tratado de separación en el año 1783, y todos sus hijos y sus descendientes por uno u otro sexo, han de distinguirse por las siguientes siglas, colocadas antes de sus nombres: U.E. En alusión a su gran principio La unidad del Imperio."
Miles de Iroqueses y otros nativos americanos probritánicos fueron expulsados de Nueva York y otros estados y reasentados en Canadá. Los descendientes de uno de estos grupos de iroqueses, dirigidos por Joseph Brant Thayendanegea, se instalaron en Seis Naciones del Gran Río, la mayor reserva de las Naciones Originarias de Canadá. Otro grupo más pequeño de Iroqueses dirigidos por el capitán John Deserontyon Odeserundiye, se asentaron en las orillas de la odierna bahía de Quinte en el sureste de Ontario. 

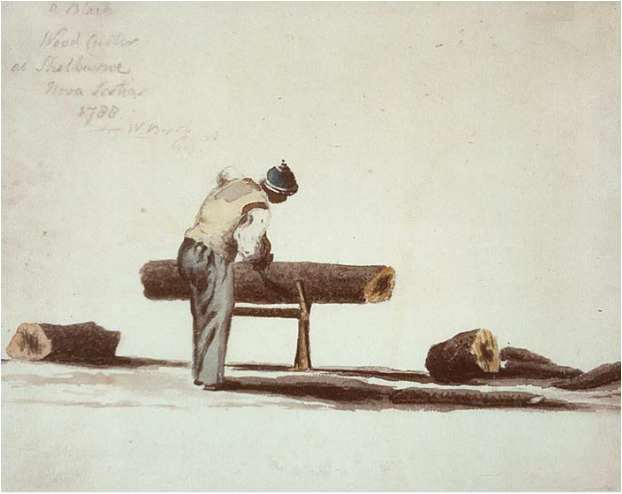
Un cortador de leña Leaslista negro en Shelburne, Nueva Escocia.

El Gobierno estableció a numerosos lealistas negros en Nueva Escocia, pero se enfrentaron a la discriminación y apoyo insuficiente. Los retrasos en las concesiones de tierras a los Lealistas agravaron las tensiones racistas en Shelburne y llevaron a algunas turbas de lealistas blancos a atacar a los lealistas negros en los disturbios de Shelburne en julio de 1784, los primeros disturbios raciales registrados en Canadá. El Gobierno fue lento para inspeccionar la tierra de los lealistas negros (lo que significaba que no podían instalarse) y se les otorgaron pequeñas donaciones de tierras más pobres y más remotas que las de los colonos blancos.  Cuando Gran Bretaña estableció la colonia de Sierra Leona en África, algunos lealistas negros emigraron allí para huir de la pobreza y el racismo que se encontraron por la promesa de autogobierno. Los lealistas negros se establecieron en Freetown en Sierra Leona.
Numerosos lealistas fueron forzados a abandonar cantidades sustanciales de propiedad en los Estados Unidos. La restauración o la compensación por estas propiedades perdidas fue un problema importante durante la negociación del Tratado de Jay en 1795. Las negociaciones establecían el concepto de los negociadores de Estados Unidos "aconsejando" al Congreso de los Estados Unidos que proporcionara su restitución. Para los británicos, este concepto conllevaba un peso legal significativo, mucho más que para los estadounidenses; el Congreso se negó a aceptar este consejo.

## Esclavitud
Los Lealistas propietarios de esclavos de todas la ex Trece Colonias se llevaron a sus esclavos con ellos ya que la práctica también era legal en Canadá.  Alrededor de 2.000 esclavos llegaron a la Norteamérica británica: Alrededor de 500 en el Alto Canadá (Ontario), unos 300 en el Bajo Canadá (Quebec) y 1.200 en las colonias marítimas de Nueva Brunswick, Nueva Escocia y la Isla del Príncipe Eduardo. La presencia y el estado de los esclavos en las provincias marítimas se convertirían en un caso particular, debido a su gran número y la falta de la agricultura de plantación. Con el tiempo muchos serían liberados y devueltos a África junto con los libres existentes para ser reasentados una vez más en la designada colonia de libertos de Sierra Leona. Mientras tanto, una ley imperial de 1790 aseguró a los posibles inmigrantes de Canadá que sus esclavos se mantendrían en su propiedad. Desde 1793, el comercio de, pero no la posesión de esclavos fue abolido en la colonia de Alto Canadá. El comercio fue abolido en todo el Imperio Británico en 1807 y abolió la posesión de todo el Imperio en 1834.
La mayoría de los Lealistas negros, sin embargo, ya eran libres, habiendo conseguido su libertad de la esclavitud, uniéndose o luchando en las líneas británicas durante la Revolución. El Gobierno también ayudó al reasentamiento en Canadá, transportando de cerca de 3.500 negros libres a Nuevo Brunswick.

## Guerra de 1812
El Gobierno británico transportó  y asentó en Nuevo Brunswick aproximadamente 400 de los 3.000 antiguos esclavos de los Estados Unidos a los que liberaron durante y después de la guerra de 1812. Les hicieron promesas similares a los realizados a los esclavos durante la Revolución: que les concedería la libertad si dejaban a sus dueños esclavistas y se unían a los británicos.  Esclavos afroamericanos se arriesgaron a correr el considerable peligro de cruzar a líneas británicas para alcanzar la libertad. Se mudaron a una nueva nación y a una nueva frontera para lograrlo. La Guerra de 1812 hoy en día se considera una gran victoria en Canadá, por la que (por ejemplo) Sir Isaac Brock, que jugó un papel inicial, pero vital en la derrota de los invasores estadounidenses a lo largo de la frontera de Niagara, es muy celebrada allí. Brock atajó con éxito una invasión estadounidense a Canadá planeada desde el Fuerte Detroit, en lugar de capturar la fortaleza y la ciudad de Detroit, Míchigan; más tarde murió mientras lideraba un contraataque durante la Batalla de Queenston Heights, y el monumento a Brock en Queenston, Ontario fue construido en su memoria. 

## Hoy en día

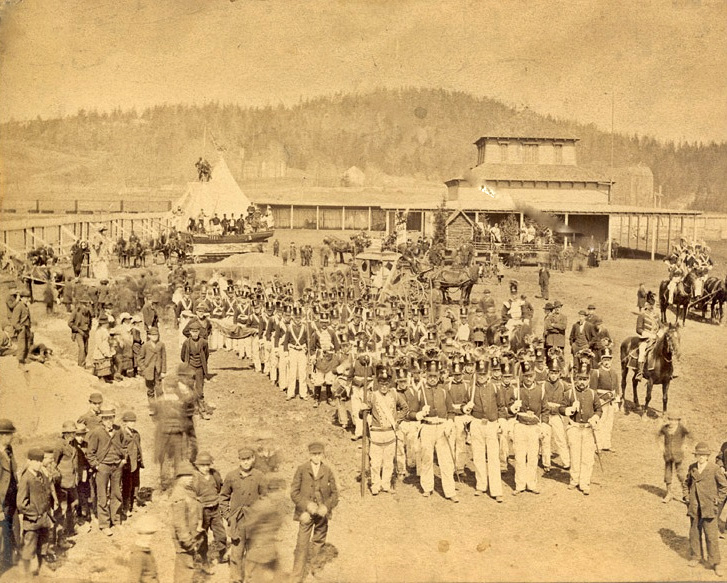
Celebración del Centenario de los Lealistas en Saint John, Nuevo Brunswick en 1883

Mientras que la honorificencia "United Empire Loyalist" no forma parte del sistema oficial de honores canadiense, los actuales descendientes de los refugiados lealistas pueden emplear a veces, las siglas "U.E." como postnominales. La práctica, sin embargo, es poco común hoy en día, incluso en bastiones lealistas originales como el sureste de Ontario. Los historiadores y genealogistas lo utilizan ampliamente como un atajo para la identificación de los ancestros de familias particulares.
La influencia de los Lealistas en la evolución de Canadá sigue siendo evidente. Sus lazos con Gran Bretaña y antipatía hacia los Estados Unidos proporcionaron la fuerza necesaria para mantener Canadá independiente y distinta en América del Norte. La desconfianza innata de los Lealistas 'del republicanismo y la "ley de la calle" influenció gradualmente el camino de "papel sembrado" de Canadá hacia la independencia. Las nuevas provincias británicas de América del Alto Canadá (el precursor de Ontario) y Nuevo Brunswick fueron creados como lugares de refugio para los Lealistas al Imperio Unido. Los lemas de las dos provincias reflejan esta historia: el de Ontario que también se encuentra en su escudo de armas, es UT incepit fidelis sic permanet (Leal comenzó, leal permanece); y el de Nuevo Brunswick, “Spem Reduxit” (Esperanza restaurada). 
La palabra "leal" aparece con frecuencia en la escuela, la calle, y nombres comerciales en este tipo de comunidades Lealistas asentadas como Belleville, Ontario.  La cercana ciudad de Kingston, establecida como un bastión leal, fue nombrada en honor del rey Jorge III. Y en las afueras de la ciudad hay un municipio llamado simplemente "Leal". 

## Memoria e historiografía
Los Lealistas prestaron atención a su historia, desarrollando de una imagen de sí mismos de la que se enorgullecían. En 1898, Henry Coyne proporcionó una representación brillante.:
Los Lealistas, en gran medida, fueron lo mejor de la población de las Trece Colonias. Representaron en gran medida el aprendizaje, la piedad, la noble cuna, la riqueza y la buena ciudadanía de la raza británica en América, así como su dedicación a la ley y el orden, las instituciones británicas, y la unidad del Imperio. Esta era la levadura que trajeron a Canadá, que ha fermentado todo el dominio de este día.
Según Margaret Conrad y Alvin Finkel, el memorial de Coyne comprende temas esenciales que a menudo se han incorporado a las celebraciones patrióticas. La tradición Lealista, como explican Murray Barkley y Norman Knowles, incluye:
Los orígenes de élite de los refugiados, su lealtad a la Corona británica, su sufrimiento y sacrificio frente a las condiciones hostiles, su constante antiamericanismo, y su sentido de inspiración divina de la misión.
Conrad y Finkel señalan algunas exageraciones. Unos pocos lealistas formaban parte de la élite colonial, y la mayoría eran leales a todas las cosas británicas. Algunos sufrieron violencia y dificultades. Sin embargo alrededor del 20 por ciento regresó a los Estados Unidos, y otros lealistas apoyaron a los Estados Unidos en la Guerra de 1812. Conrad y Finkel concluyen:
usando su historia para justificar las reivindicaciones de superioridad, los descendientes de los legitimistas abusan de la verdad y de hecho disminuyen su estado a los ojos de sus vecinos no Lealistas... Los estudiosos que sostienen que los lealistas plantaron las semillas del liberalismo canadiense o el conservadurismo en la Norteamérica británica, por lo general no tienen en cuenta no sólo el contexto más amplio de la discusión política que prevalecía en el mundo del Atlántico Norte, sino también los valores políticos llevados a la Norteamérica británica por otros inmigrantes en la segunda mitad del siglo XVIII.

## Heráldica
En la heráldica canadiense, los descendientes de Lealistas tienen derecho a utilizar una corona leal en su escudo de armas.

Corona militar para los militares Lealistas
Corona para los civiles Lealistas

## Lista de los asentamientos Lealistas en Canadá
Nombres del siglo XVIII se enumeran en primer lugar, junto con sus equivalentes actuales.
- Antigonish, Nueva Escocia
- Beamsville, Ontario
- Bocabec, Nuevp Brunswick
- Myer's Creek → Belleville, Ontario
- Buell's Bay → Brockville, Ontario
- Butlersbury → Newark → Niagara-on-the-Lake, Ontario
- Cataraqui → Kingston, Ontario
- Clifton → Niagara Falls, Ontario
- Country Harbour, Nueva Escocia
- Cobourg, Ontario
- Colchester → Pueblo actualmente dentro de Essex, Ontario
- Cornwall, Ontario
- Digby, Nueva Escocia
- Doaktown, Nuevo Brunswick
- Eastern Townships, Quebec
- Effingham, Ontario
- Grimsby, Ontario
- Douglas Township → Kennetcook, Nueva Escocia
- Lincoln, Ontario
- Ernestown Township  → Loyalist, Ontario
- Machiche → Yamachiche, Quebec
- Merrittsville → Welland, Ontario
- Milliken Corners Milliken, Ontario
- Gravelly Bay → Port Colborne, Ontario
- Port Roseway → Shelburne, Nueva Escocia
- Prescott, Ontario
- Prince Edward County, Ontario
- Rawdon, Nueva Escocia
- Saint John, Nuevo Brunswick
- Sheet Harbour, Nueva Escocia
- Shelburne, Nueva Escocia
- Six Nations, Ontario y Brantford, Ontario
- Smithville, Ontario
- St. Andrews by-the-Sea → St. Andrews, Nuevo Brunswick
- St. Anne's Point → Fredericton, Nuevo Brunswick
- Summerville, Nueva Escocia
- The Twelve → Shipman's Corners → St. Catharines, Ontario
- Turkey Point → Norfolk, Ontario
- Sandwich → Windsor, Ontario
- Wainfleet, Ontario[13]
- Remsheg → Wallace, Nueva Escocia
- York → Toronto, Ontario

## Otras lecturas
- Acheson, T.W.  "A Study in the Historical Demography of a Loyalist County", Social History, 1 (abril, 1968), págs. 53–65.
- Compeau, Timothy J. "Dishonoured Americans: Loyalist Manhood and Political Death in Revolutionary America." (PhD Diss. The University of Western Ontario, 2015); online.
- Jasanoff, Maya. Liberty's Exiles: American Loyalists in the Revolutionary World. (Knopf, 2011) Ranlet (2014) [below] argues her estimate of the number of Loyalists is too high.
- Jodon, Michael. Shadow Soldiers of the American Revolution; 2009, ISBN 978-1-59629-726-5.  The History Press, Charleston SC.
- MacKinnon, Neil. "Nova Scotia Loyalists, 1783-1785", Social History 4 (noviembre de 1969), págs. 17–48
- Moore, Christopher. The Loyalists: Revolution, Exile, Settlement; 1984, ISBN 0-7710-6093-9.
- Norton, Mary Beth. "The fate of some black loyalists of the American revolution." Journal of Negro History 58#4 (1973): 402-426. in JSTOR
- Richard, Chantal, et al. "Markers of Collective Identity in Loyalist and Acadian Speeches of the 1880s: A Comparative Analysis." Journal of New Brunswick Studies/Revue d’études sur le Nouveau-Brunswick 4 (2013). online
- Walker, James W. St G. The Black Loyalists: The Search for a Promised Land in Nova Scotia and Sierra Leone, 1783-1870 (U of Toronto Press, 1992).
- Wallace, W. Stewart. The United Empire Loyalists: A Chronicle of the Great Migration; Volume 13 of the "Chronicles of Canada (32 volumes) Toronto, 1914.
- Whitehead, Ruth Holmes. Black Loyalists: Southern Settlers of Nova Scotia's First Free Black Communities (Halifax: Nimbus Publishing, 2013).
- Wright, Esther Clark. The Loyalists of New Brunswick (Fredericton: 1955).

### Historiografía
- Barkley, Murray. "The Loyalist Tradition in New Brunswick: the Growth and Evolution of an Historical Myth, 1825-1914." Acadiensis 4#2 (1975): 3-45. online
- Bell, David VJ. "The Loyalist Tradition in Canada." Journal of Canadian Studies/Revue d'Études Canadiennes 5#2 (1970): 22+
- Knowles, Norman James. Inventing the Loyalists: The Ontario Loyalist Tradition and the Creation of Usable Pasts (University of Toronto Press, 1997).
- Ranlet, Philip. "How Many American Loyalists Left the United States?." Historian 76.2 (2014): 278-307.
- Upton, L.F.S. ed. The United Empire Loyalists: Men and Myths (The Copp Publishing Company, 1967), Excerpts from historians and from primary sources